# Рот, Фёдор Филиппович
Фёдор Филиппович Рот (Рот 3-й; нем. Johann-Friedrich von Roth, 1793, Пауленгоф — 1880, Дерпт) — российский военачальник, генерал-лейтенант, герой Кавказской войны.

## Биография
Родился 2 (13) февраля 1793 года в Лифляндии, происходил из дворян Лифляндской губернии, по национальности немец. Учился на медицинском факультете Дерптского университета с 1810 года, но курса не окончил, поступив в 1812 году юнкером на военную службу в 1-й гусарский полк Русско-Германского легиона; в том же году был произведен в корнеты. В 1813 году, произведенный в поручики, Рот был переведен во 2-й гусарский полк Русско-Германского легиона, с которым принимал участие в делах против французов до 1814 года. В этом году Рот был прикомандирован к Иркутскому гусарскому полку, в который в следующем, 1815 году, перевёлся официально. В Иркутском полку Рот оставался до 1825 года, когда, в чине ротмистра, был назначен адъютантом к начальнику 2-й гусарской дивизии генерал-лейтенанту Будбергу 2-му. В 1827 году он был произведен в майоры с переводом в гусарский эрцгерцога Фердинанда полк, а в следующем, 1828 году по домашним обстоятельствам был уволен от службы.
Однако, в отставке он оставался недолго и уже в 1829 году был вновь принят на службу в тот же гусарский эрцгерцога Фердинанда полк. В рядах этого полка Рот принимал участие в усмирении Польского восстания 1831 года, был в нескольких сражениях ранен — ружейною пулею в голову, штыком в левое бедро и пикою в левую лопатку и левый висок.
В 1833 году Рот был назначен состоять по кавалерии с утверждением полковым командиром Кубанского линейного казачьего полка, во главе которого принимал с 1834 по 1838 год участие в многочисленных походах против Кавказских горцев. В 1839 году он был произведен в полковники, а в следующем году назначен исправляющим должность коменданта крепости Анапы на место Е. Е. фон Бринка, произведенного в генерал-майоры и назначенного начальником всей действующей кавалерии в предполагавшуюся в то время большую экспедицию. По отзыву современника, генерала М. Ф. Федорова, Ф. Ф. Рот «по нравственным достоинствам ни в чём не уступал своему предшественнику: такой же добрый, внимательный, честный и справедливый, он не изменил ни одного распоряжения прежнего командира, но многое дополнил по указаниям опыта». Между прочим, он предполагал сформировать особый эскадрон из шапсугов и натухайцев.
Утвержденный в 1841 году в должности Анапского коменданта, Ф. Ф. Рот в течение более чем трехлетнего пребывания в этой должности принимал самое деятельное участие в обеспечении вверенной ему крепости от нападений горцев, для чего сам предпринимал против них частые походы. Наиболее значительные из них были предприняты в 1841 и 1842 годах. В 1844 году Ф. Ф, Рот был уволен в запас, но уже в следующем году снова вернулся на действительную службу. В том же году состоялось назначение Ф. Ф. Рота начальником Самурского округа и заведующим ханствами Казихкумухским и Кюринским. В 1847 году Роту пришлось принять участие в большом походе против горцев Шамиля, причём в мае 1847 года состоявший под его командою отряд движением на селение Цахур содействовал войскам генерал-лейтенанта Шварца в деле окончательного изгнания скопищ Даниель-бека из горных аулов Джаро-Белоканской области.
В августе 1848 года на генерала Рота была возложена охрана Самурского округа от скопищ Илисуйского султана, шедших в авангарде значительных отрядов мюридов, находившихся под предводительством самого Шамиля. Получив 28-го августа извещение о том, что неприятельские толпы численностью в 900 человек конницы и 3000 человек пехоты готовятся напасть на селение Ихрек, Рот немедленно командировал на помощь жителям этого селения пророссийски настроенного прапорщика Абу-Муслим-бека во главе ополчения из лояльных горцев, которые при мужественной поддержке местных жителей разбили неприятеля и прогнали его за гору Куртай, захватив при этом знамя Муса-Хаджи, главного начальника вторгнувшейся партии. Однако, уже 30 числа мюриды, посланные ускорившим свое движение Даниель-султаном, снова показались у селения Ихрек в количестве около 1000 человек.
На этот раз Рот во главе милиции (местного ополчения) лично встретил их и обратил в бегство. Вынужденный распустить ополчение лояльных горцев из-за недостатка провианта, он оставил в селении Лучек 800 человек, чтобы этим удержать мюридов от новых нападений, а сам отправился в укрепление Ахты, чтобы сделать новый набор милиции, и снова вести на границу Самурского округа. К четвёртому сентября Роту удалось собрать в Рутуле 1200 человек милиции, и 1000 человек в Ахтах, из них 300 конных, но вести их на границу не пришлось: Даниэль-бек опередил Рота и вечером пятого сентября захватил селение Лучек и пленил находившийся там отряд милиции. Вся территория рутульцев оказалась под его управлением, и только прапорщик Абу-Муслим-бек, начальник милиции, успел вместе со своим семейством прибыть под защиту Ахтинского укрепления.

## Битва за Ахты

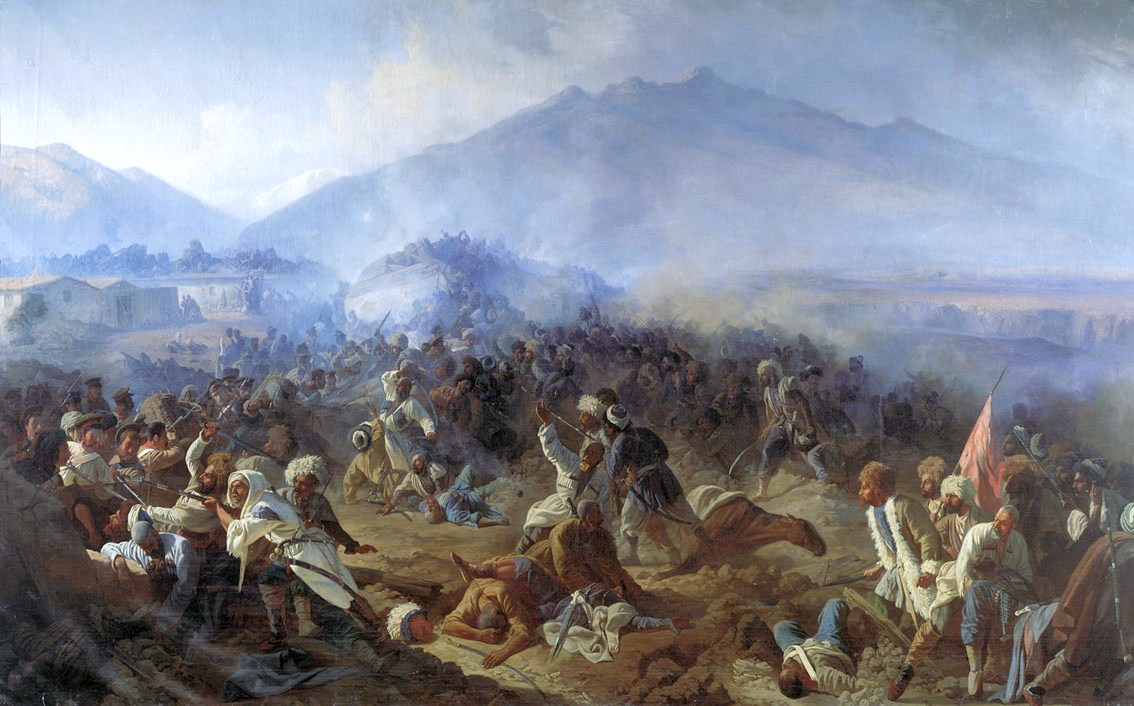
Полидор Иванович Бабаев. Оборона Ахтынской крепости.

8-го сентября Рот во главе 300 человек конной и 1000 человек пешей милиции, подкрепленный ротою пехоты из Ахтинского гарнизона, предпринял рекогносцировку вверх по реке Самуру, и выгнал неприятельские караулы из селения Кахва, но, к вечеру того же числа, теснимый огромными массами неприятеля, находившегося под предводительством Хаджи-Мурада, должен был отступить под стены укрепления Ахта, гарнизон которого состоял всего из 300 человек регулярной пехоты и 27 артиллеристов. Ввиду явного перевеса неприятельских сил, которые росли с каждым днем благодаря прибытию к Ахтам самого Шамиля, Рот попросил подкрепления у начальника 1-й бригады 21-й пехотной дивизии генерал-майора Бриммера, после чего, 14-го сентября в Ахты прибыла 5-я гренадерская рота гренадерского фельдмаршала Паскевича, князя Варшавского, полка, проникшая в укрепление исключительно благодаря своевременно принятым Ф. Ф. Ротом мерам. По прибытии гренадер Рот тотчас же привел укрепление в усиленное оборонительное положение.
Вечером 15-го сентября, когда мюриды, предводительствуемые Шамилем, с большим успехом вели осадные работы, Рот был тяжело ранен ружейною пулею, прошедшею чрез шею в левую лопатку, и вынужден был поручить начальствование гарнизоном «на время своего изнеможения» капитану 5-й гренадерской роты Новосёлову. Собрав офицеров, Ф. Ф. Рот приказал им «к непременному исполнению», чтобы во всяком случае гарнизон держался до последней крайности, и в случае, если неприятелю удастся ворваться в укрепление, чтобы пороховые погреба были взорваны. Но уже на следующий день, 16-го числа, в полдень, неприятелю удачным выстрелом, пробившим крышу порохового погреба, удалось взорвать до 400 пудов пороху и множество артиллерийских снарядов. Многочисленность неприятеля и удачные его действия побудили Рота отправить донесение командующему войсками генерал-адъютанту князю Аргутинскому, сам же он, несмотря на страдания от раны, обошел укрепление и напомнил изнуренному беспрерывным шестидневным боем гарнизону о священном долге не щадить своей жизни для службы Государю Императору и Русскому оружию. Убедившись в одушевлении солдат, с радостным криком «ура» единогласно клявшихся умереть каждый на своем месте, Рот мужественно защищал крепость, несмотря на успешность осадных работ неприятеля, на удачный взрыв мин и на временный захват отрядами горцев 1-й, 4-й и 5-й батарей. 20-го числа гарнизон крепости отразил ожесточенные атаки противника, который был вдесятеро многочисленнее и проникнут религиозным фанатизмом.
22-го сентября лишенный ближайшего своего помощника, капитана Новосёлова, тяжело раненого во время штурма крепости, Рот вторично взял с нижних чинов клятву держаться до последнего человека и стал готовиться к новому штурму, но в это время на выручку Ахтинскому укреплению прибыли войска Дагестанского отряда. В своем донесении главнокомандующему войсками на Кавказе князю M. С. Воронцову от 25-го сентября 1848 г. № 1069 князь Аргутинский, упоминая о защитниках Ахтинского укрепления, находил, что «всех их имена достойны быть произнесены, но умолчать нельзя о полковнике Роте, капитанах Жорже и Новоселове, штабс-капитане Бучкиеве и прапорщике Бенисте». В свою очередь, донося о геройской защите укреплений Ахты Императору Николаю Павловичу, князь M. С. Воронцов писал, что защита эта «равняется с самыми блистательными действиями в этом роде, с тех пор, как Русские занимают Кавказ», и всеподданнейше просил о производстве «достойного начальника» укрепления Ахты полковника Рота в генерал-майоры.

## Дальнейшая служба
Произведенный в 1848 году в генерал-майоры за отличие, Ф. Ф. Рот был в следующем году назначен состоять при Отдельном Кавказском Корпусе и по кавалерии и затем в том же 1849 году назначен был Тифлисским комендантом. В должности этой он пробыл девять лет и был за это время награждён орденом Святого Станислава 1 степени (в 1850 году) и произведен в генерал-лейтенанты (в 1858 году). В 1858 же году состоялось назначение его на должность начальника Управления сельского хозяйства и иностранных колоний на Северном Кавказе и в Закавказье.
В 1860 году Ф. Ф. Рот был отчислен от этой должности с оставлением при Кавказской армии и по армейской кавалерии. Выйдя в отставку, поселился на родине, в Лифляндии, в Пауленгофt, затем жил в Дерпте, где и умер 27 мая (8 июня) 1880 года.

## Личность и характер
Подробную характеристику своего сослуживца по Черноморской береговой линии Ф. Ф. Рота оставил в своих мемумарах генерал-лейтенант Г. И. Филипсон.

Рот не отличался особенными умственными способностями, не имел времени приобрести основательных научных сведений, смутно вспоминал о том, что он протестант, и имел очень шаткие понятия о своих правах и обязанностях, человеческих и служебных. Взамен этого у него были качества, которые приобретали ему любовь, особенно молодёжи: он был честен и справедлив по-своему, храбр и склонен к сумасбродным предприятиям, страстно любил женщин несмотря на свои далеко не молодые лета, был отличный наездник и черкесский щёголь, высокого роста, прекрасно сложенный и с резкими чертами лица.

Рот был другом начальника Черноморской береговой линии генерала Анрепа, однако, в качестве коменданта Анапы подчинялся не прямо ему, а одному из ключевых организаторов линии, контр-адмиралу Серебрякову. С Серябряковым отношения у Рота сложились чудовищные. Филипсон свидетельствует, что:

Однажды (в 1842 году) я посетил отряд Серебрякова на Гостогае. Когда мы пришли к нему завтракать, Серебряков похвастался свежим сливочным маслом, которое ему из гор прислал с черкесом один армянин. Соскабливая верхний слой масла на кусок хлеба, он спросил: «где тут была собачка?» Переводчик его, армянин Богос Рафайлов, его безгранично преданный человек, сказал ему несколько слов по-армянски. Серебряков покраснел и густо фыркнул в усы. Когда мы остались одни, он спросил меня:
— Знаете, что сказал мне Богос, когда я искал собачку, чтоб дать ей хлеба с маслом? Он поймал мою мысль и сказал: я уже кормил её этим маслом. От самых верных лазутчиков я имею сведения, что Рот подкупил нескольких горцев убить меня или отравить. Можете вообразить, как приятно моё здесь положение!
Интересно однако же, что в Анапе то же самое говорил Анрепу и мне Рот о Серебрякове (…)
Яблоком раздора между ними была хорошенькая черкешенка Сала, которую Рот взял в плен в одном из набегов и держал в своём доме, а Серебряков требовал её в Новороссийск, конечно, для своего гарема.

## Награды
- Орден Святой Анны 3-й степени (1831)
- Орден Святого Владимира 4-й степени с бантом (?)
- Орден Святого Георгия 4-й степени (№ 6241[4]; 11 декабря 1840, за выслугу лет)
- Орден Святого Станислава 1-й степени (1850)
- Орден Святой Анны 1-й степени (1853)
- Орден Святого Владимира 2-й степени с мечами (186?)